# Дес Фонтейнес, Абрам Иванович
Абра́м Ива́нович дес Фонте́йнес (26 августа (7 сентября) 1802, Архангельск — 29 сентября (11 октября) 1873, там же) — архангельский купец и общественный деятель, городской голова в 1853—1859 годах. 
Купец 1-й гильдии, потомственный почётный гражданин, кавалер нескольких орденов, коммерции советник.

## Биография
Сын купца 1-й гильдии Ивана Петровича (Жана-Антуана) Дес Фонтейнеса (1757—1805), выходца из голландского города Остерхаут, переехавшего в Санкт-Петербург, а затем в 1783 году в Архангельск и занимавшего различные посты в государственных и коммерческих организациях. 
В молодости Абрам работал приказчиком в фирме Фридриха Шольца и Ф. Кларка, затем экспедитором иностранных кораблей.
В начале 1831 года Абрам Иванович вместе со своей супругой Анной Моисеевной приняли российское подданство и записались в Архангельское 3-й гильдии купечество. В 1832 году дес Фонтейнес переписался во 2-ю гильдию купечества, а уже в 1833 году совместно с архангельским купцом 2-й гильдии Петром Карловичем Люрсом торговал в образованном ими товариществе «А. Дес Фонтейнес и Люрс». В начале 1836 года они стали купцами 1-й гильдии. В 1838 году к ним присоединился третий компаньон — купец 1-й гильдии Илья Яковлевич Грибанов. С этого времени товарищество стало называться «Грибанов, Фонтейнес и Люрс». В начале 1848 года товарищество было переименовано в последний раз, сменив название на «Грибанов, Фонтейнес и К» в связи со вступлением в него зятя Абрама Ивановича — Владимира Ивановича Грибанова, мужа его старшей дочери Анны. К моменту переименования, торговый оборот товарищества составлял 700 тысяч — миллион рублей.
В 1847 году Абрам Иванович был удостоен звания потомственного почётного гражданина. А 15 мая 1848 года, за содействие к отправлению провианта в город Колу и за пожертвование 300 рублей для раздачи беднейшим жителям города императором Николаем I ему объявлена высочайшая благодарность: пожалование в коммерции советники.
В 1844—1852 годах был директором Архангельского городского коммерческого банка и Архангельской конторы Государственного банка. С 1850 года — член отделения Коммерческого совета в Архангельске. В 1853—1855 годах занимал должность директора Общественного банка в Архангельске.
Вёл активную общественную деятельность — с 1833 по 1860 год многократно избирался членом Комитета надзора за браком товаров при Архангельском порте, С 1841 года состоял казначеем и почётным старшиной Архангельского детского приюта, членом комитета губернской публичной библиотеки, членом учётного и ссудного комитета Архангельской конторы Государственного банка, почётным членом губернского статистического комитета.
В течение двух трехлетий занимал должность архангельского городского головы (1853—1859). В 1856 году был приглашен на коронацию Александра II как глава городского самоуправления, а в 1858 году встречал императора в Архангельске при высочайшем посещении города. Также выполнял обязанности консула Ольденбурга в Архангельске.
За службу по выборам общества дес Фонтейнесу было дозволено более трёх лет носить в отставке мундир, присвоенный ему как городскому голове 24 февраля 1860 года. Он имел в городе два деревянных дома и каменный сахарный завод. 
Абрам дес Фонтейнес скончался 29 сентября (11 октября) 1873 года в Архангельске от апоплексического удара и был похоронен на городском Лютеранском кладбище (ныне в черте Вологодского кладбища).

## Дом на Троицком проспекте
Самый известный дом Абрама Ивановича дес Фонтейнеса находился на Троицком проспекте и сохранился до 1970-х годов, после чего бы снесён ради расширения проспекта и создания бульвара напротив Архангельского медицинского института. 

## Семья
- Жена — Анна Моисеевна дес Фонтейнес[5]
- Старший сын — Эдуард Абрамович дес Фонтейнес (1830—1901), купец 1-й гильдии архангельский городской голова в 1868—1871 годах[3].
  - Внучка — Дагмара Эдуардовна Иванова (в девичестве дес Фонтейнес), супруга революционера Михаила Николаевича Иванова[5]
- Старшая дочь — Анна Абрамовна Грибанова (1831—1907), супруга крупного промышленника Владимира Ильича Грибанова[6]
- Ещё восемь детей

Георгий Эдмундович дес Фонтейнес, сын бывшего городского головы, расстрелян (1920).

## Награды
- Орден Святого Станислава 3-й степени
- Орден Святой Анны 3-й степени
- Орден Святого Станислава 2-й степени
- Золотая медаль «За усердие» на Аннинской ленте
- Золотая медаль «За усердие» на Владимирской ленте
- Золотая медаль «За усердие» на Александровской ленте
- Бронзовая медаль «В память войны 1853—1856» на Аннинской ленте
- Большая коронационная серебряная медаль (1856)